# Toumarsa
Toumarsa, Tomarsa, Turmarsa, Tumarsā, était catholicos de Séleucie et Ctésiphon de 363 à 371.
D'après la chronique de Séert, il dut supporter des persécutions. Il fit construire et restaurer des églises avec l’aide de son serviteur Bakhtiso.
Après sa mort, son siège resta vacant pendant trois ans. Un de ses successeurs , Mar Isaac, faisait partie de sa famille.